# Wash Me Away
"Wash Me Away" er en sang udgivet af Alexandra af Frederiksborg 2. november 2018. Sangen var Alexandras debut som sangerinde og blev udgivet til fordel for den svenske velgørenhedsorganisation Star for Life. Samme dag for udgivelsen blev sangen den mest solgte på iTunes i Danmark i den periode.
Det meste af sangen blev skrevet på en årlig sangskriverlejr, der arrangeres af Star for Life. Det er sangskriverne Sharon Vaughn og Ellen Berg Tollbom, der sammen med Søren Mikkelsen er krediteret som tekstforfattere. Mikkelsen er ligeledes komponist og producer på den 3.15 minutter lange popsang. Uden foregående sangtræning fra Alexandras side blev "Wash Me Away" over tre dage i juni indspillet i Medley Studios på Vesterbrogade i København.
Foran 1.200 personer optrådte Alexandra med sangen 10. november 2018 ved en privat velgørenhedskoncert i Malmö Arena.